# آنجيرا
أنجيرا ( Italian: ‎[anˈdʒɛːra النطق الإيطالي]‏ ، لومبارد الغربية:  ؛ (باللاتينية: أنجليريا)‏ هي بلدة ومدينة تقع في مقاطعة فاريزي ، تحديدًا في منطقة لومباردي بشمال إيطاليا. و في العصور الرومانية ، كانت هذه المدينة تعد ميناء بحريًا مهمًا ومحطة عبور. وكانت أنجيرا تُعرف سابقًا باسم أنغيرا، وقد تلقت لقب المدينة من لودوفيكو سفورزا في عام 1497. تقع هذه المدينة على الشاطئ الشرقي من بحيرة ماجيوري .

## تاريخ البلدة
كان أول سكان المنطقة يعرفون بانهم جماعة من الجماعات التي تصطاد الذين انتفعوا من الكهف المعروف باسم عرين الذئب (تانا ديل لوبو) ، عند سفح المنحدرات. بحلول العصر الروماني ، كانت أنجيرا (التي كانت تعرف آنذاك باسم ستاتيو، وهو المكان الذي يتم فيه الاحتفال) وكانت ايضا ميناءًا بحريًا مهمًا على ضفاف البحيرة التي تقع في طريق تجاري مهم ، ولكن بحلول القرن الرابع اصبح هذا الميناء في حالة تدهور ، وفي سنة 411 تم تدميره كليًا، من قبل القوط الغربيين جنبًا إلى جنب مع ميلان . وبحلول القرن الحادي عشر ، انتقل الحكم وملكية المنطقة إلى رؤساء أساقفة ميلانو ، وتم بناء القلعة الأولى في موقع استراتيجي فوق المدينة.وفي القرن الثالث عشر، أصبحت المنطقة تحت حكم آل فيسكونتي، وفي عام 1449 تم بيع القلعة الى عائلة بوروميو. وفي عام 1497 حصلت على لقب المدينة من دوق لودوفيكو إيل مورو. وبعد ذلك ، خضعت المدينة للحكم الإسباني لمدة قرنين من الزمان ، وتولى من بعده الحكم النمساوي الذي استمر حتى عام 1861.  وبحلول عام 1580 ، سميت المدينة بشكل رسمي باسم أنجيرا في [. معرض خرائط الفاتيكان]. .
اكتشف الفيزيائي الإيطالي أليساندرو فولتا في عام 1776 غاز الميثان لأول مرة في مستنقعات أنجيرا أثناء عطلته الصيفية. ونجح في عملية عزل الغاز ، وفي عام 1778 اطلق عليه اسم الهواء القابل للاشتعال من الأهوار ، او مايعرف في وقتنا الحالي بغاز الميثان. 

## المباني الرئيسية

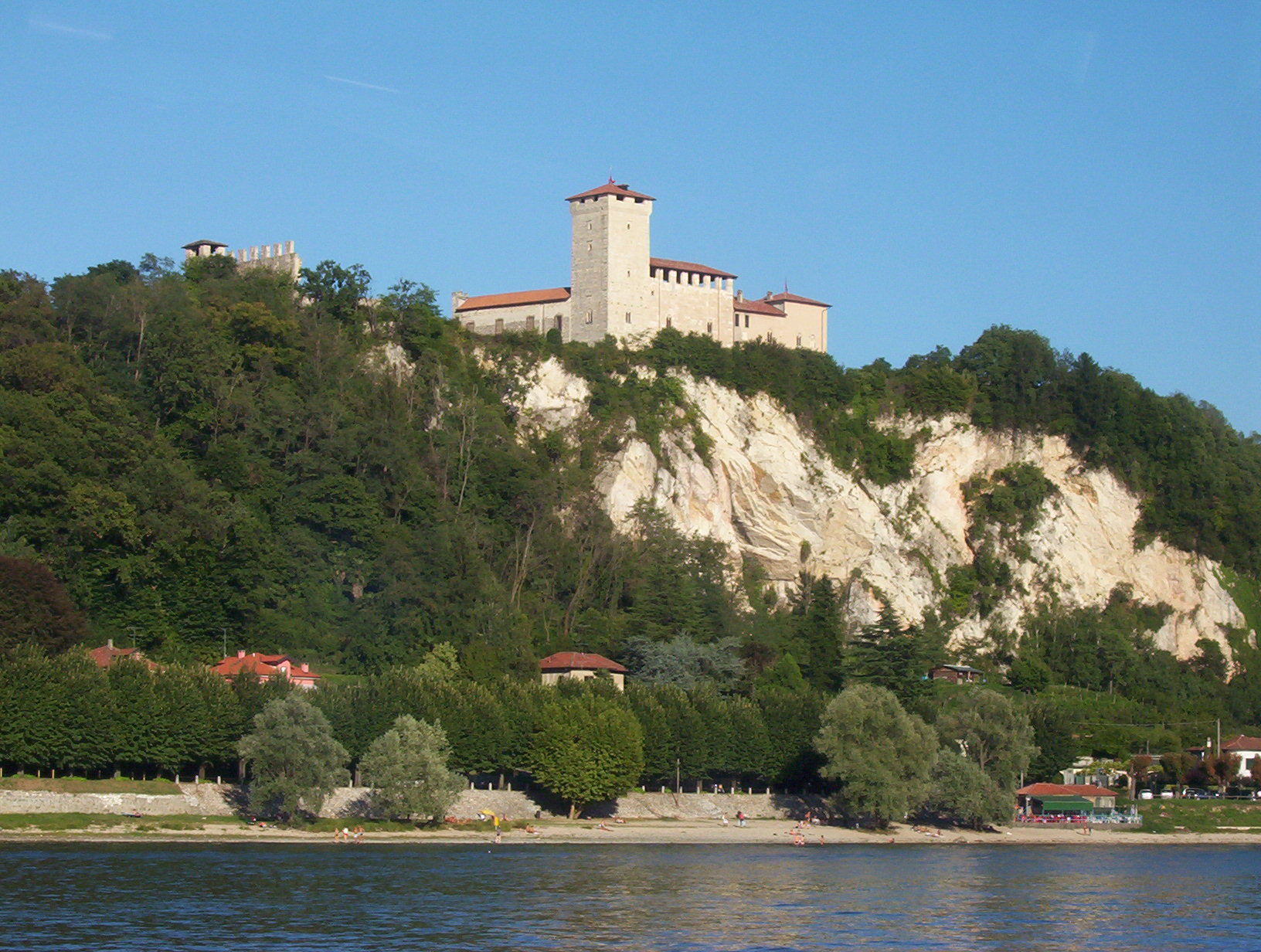
روكا بوروميا دي أنجيرا

أحد المباني الرئيسية في المدينة هو روكا بوروميو دي أنجيرا(قلعة بوروميو )،وهي قلعة تطل على بحيرة ماجيوري على قمة تبلغ 200 متر (660 قدم) ليمستون هيل( سلسلة جبلية في نيفادا) ، حيث ان موقعها على الجانب المقابل لبلدة أرونا . ويضم المبنى ايضا متحفًا للدمى ، بما في ذلك مجموعة تضم أكثر من ألف معروض من جميع أنحاء أوروبا. تم تأسيس القلعة في أوائل العصور الوسطى (قبل القرن العاشر) ثم أصبحت مملوكة لعائلات ديلا توري ووفيسكونتي (بعد معركة ديسيو عام 1277) وعائلات بوروميو. فهناك نوعان من الكنائس الرعوية ، القديسة ماريا أسونتا وسانت أليساندرو ، كما تضم المدينة متحفًا أثريًا. وإن ملاذ مادونا ديلا ريفا هي عبارة عن مبنى مثمن الأضلاع صممه [. Gerolamo Quadrio] . تم بناؤه في الموقع الذي شوهدت فيه لوحة جدارية لمادونا ، يعود تاريخها إلى عام 1443 ، وهي تتعرق من الدم في 27 يونيو 1657. 

## أشخاص ذو علاقة
ولد بيتر مارتير دانغيرا (1457-1526) ، وهو مؤرخ إسبانيا ولد في أنجيرا ،  كما كان كريستوفور سولاري ، الملقب بإيل غوبو (1460-1527) ، نحاتًا ومهندسًا. علاوة على ذلك، يأتي لاعب كرة القدم الإيطالي فرانشيسكو روسو من هذه البلدة أيضًا.

## المدن الشقيقة
- Viviers, France

## روابط خارجية
- كنائس في أنجيرا
- روكا بوروميو